# Джеймс Баркли
Джеймс Баркли (на английски: James Barclay) е английски писател на бестселъри в жанра фентъзи.

## Биография и творчество
Джеймс Баркли е роден на 15 март 1965 г. във Феликстоу, Съфолк, Англия, в семейството на Кийт и Теа Баркли. Има брат – Майк, и две сестри – Нанси и Виргиния. По-големият му брат го запалва да чете научна фантастика и фентъзи, и да играе на ролеви компютърни игри. Като юноша опитва да пише свои произведения – „Троя: Dawn“ и „What Price, Civilization?“, чиито ръкописи все още пази за спомен. В гимназията играе главни роли в училищните пиеси.
На 18 г. започва да учи електроника и инженерен дизайн в Политехническия университет в Шефилд, но след две седмици се прехвърля в хуманитарните науки и учи журналистика. Прави първата си публикация на разказ в местен вестник, и пише още една книга „The All-God's Gift“, която също остава само в ръкопис.
След дипломирането си през 1986 г. решава да стане артист и учи следдипломна квалификация в театралното училище в Лондон. После участва в малки театрални продукции и студентски филми. За да се издържа работи на различни места в Лондонското сити. Първоначално е за кратко е доставчик. В периода април 1998-септември 2003 г. е рекламен агент в инвестиционната фирма „Advertising“, а в периода октомври 2003-март 2005 г. във фирма „Insight“. През 2005 г. напуска и се посвещава на писателската си кариера.
Въпреки различните си работни места Баркли не престава да пише. През 1999 г. публикува първия си фентъзи роман „Крадеца на зората“ от трилогията „Хрониките на Гарваните“. Гарваните са наемен отряд в междуособните войни в страната Балея.
Историята и фантастичния свят на Гарваните продължават в поредицата „Легендите на Гарваните“ и новелата „Light Stealer“.
С произведенията си Джеймс Баркли става най-успешният британски фентъзи писател на своето поколение.
Освен с писане Баркли се опитва да се върне отново към актьорската си кариера във филмовата индустрия с участието в „The Estate“.
Джеймс Баркли живее със съпругата си Клеър, и синовете си Оскар Джеймс (2007) и Оливър Дилън (2011) в предградието Тедингтън, югозападно от Лондон. Фен е на футболния отбор „Ипсуич“.

## Произведения

### Серия „Хрониките на Гарваните“ (Chronicles of the Raven)
1. Крадеца на зората, Dawnthief (1999)
2. Мрак по пладне, Noonshade (2000)
3. Детето на нощта, Nightchild (2001)

- Хрониките на Гарваните, Chronicles of the Raven – сборно издание

### Серия „Легендите на Гарваните“ (Legends of the Raven)
1. Elfsorrow (2002)
2. Shadowheart (2003)
3. Demonstorm (2004)
4. Ravensoul (2008)

### Серия „Децата на Естореа“ (Ascendants of Estorea)
1. The Cry of the Newborn (2005)
2. Shout for the Dead (2007)

### Серия „Елфите“ (Elves)
1. Once Walked With Gods (2010)
2. Rise of the TaiGethan (2012)
3. Beyond the Mists of Katura (2013)

### Новели
- Light Stealer (2002)
- Vault of Deeds (2008)

### Разкази
- Demon's Touch (2007)
- Vault of Deeds (2008)
- Twain (2009)

### Комикси
- Flinch (2009) – в съавторство с Крис Болтън, Крис Боунс, Тери Даулинг, Рей Фокс, Майкъл Кътчън, Антон Макей, Джъстин Рандъл, Кристиан Рийд, Шон Тан, Том Тейлър, Мел Тригонинг и Колин Уилсън